# 高承埏
高承埏（1603年—1648年），字八遐，一字泽外，號寓公，晚号鸿一居士。浙江秀水縣（今浙江嘉兴）人。明末政治人物。

## 生平
高承埏的父亲高斗光好蓄图书鼎彝。高承埏于崇祯十二年（1639年）中举，崇祯十三年（1640年）联捷进士，授迁安知县。崇祯十五年调任宝坻知县，于崇祯十六年冬与崇祯十七年夏成功率众击退清兵的两次进攻。改直隸涇縣知縣。
弘光時，轉工部虞衡司主事。為父上書辯白。隨即移病請假。弘光朝廷滅亡，嘉興被清兵屠城後，高承埏隐居竹林，不再出仕，有藏書七萬余卷。清順治五年（1648年）卒，年四十六歲。

## 著作
著《稽古堂集》。

## 家族
曾祖高文登，隆庆丁卯举人，巩县知县，胶州知州。祖高林，庠生。父高道素，萬曆己未进士，以工部營繕主事奉命督造桂王府於衡州，完工後，進屯田司郎中。逾年，烈風雷雨作，所築寢宮坍塌，法司竟坐道素慘法死。母屠太宜人。